# 국토지리원

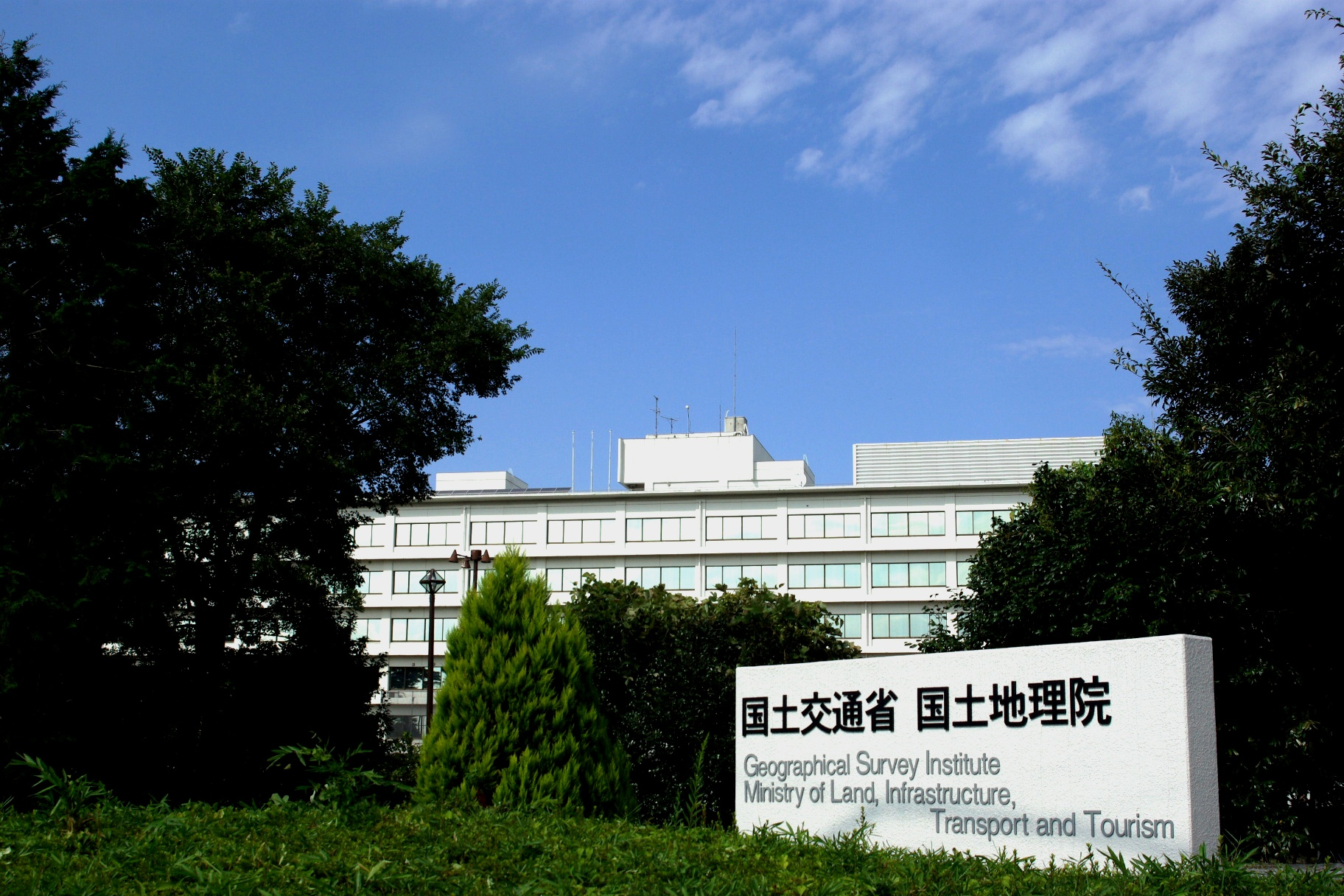
국토지리원 청사

국토지리원(일본어: 国土地理院, 영어: Geospatial Information Authority of Japan, 약칭: GSI)은 일본 국토교통성 소속의 측량행정을 관장하는 특별기관이다.
이바라키현 쓰쿠바시에 위치한다.

## 개요

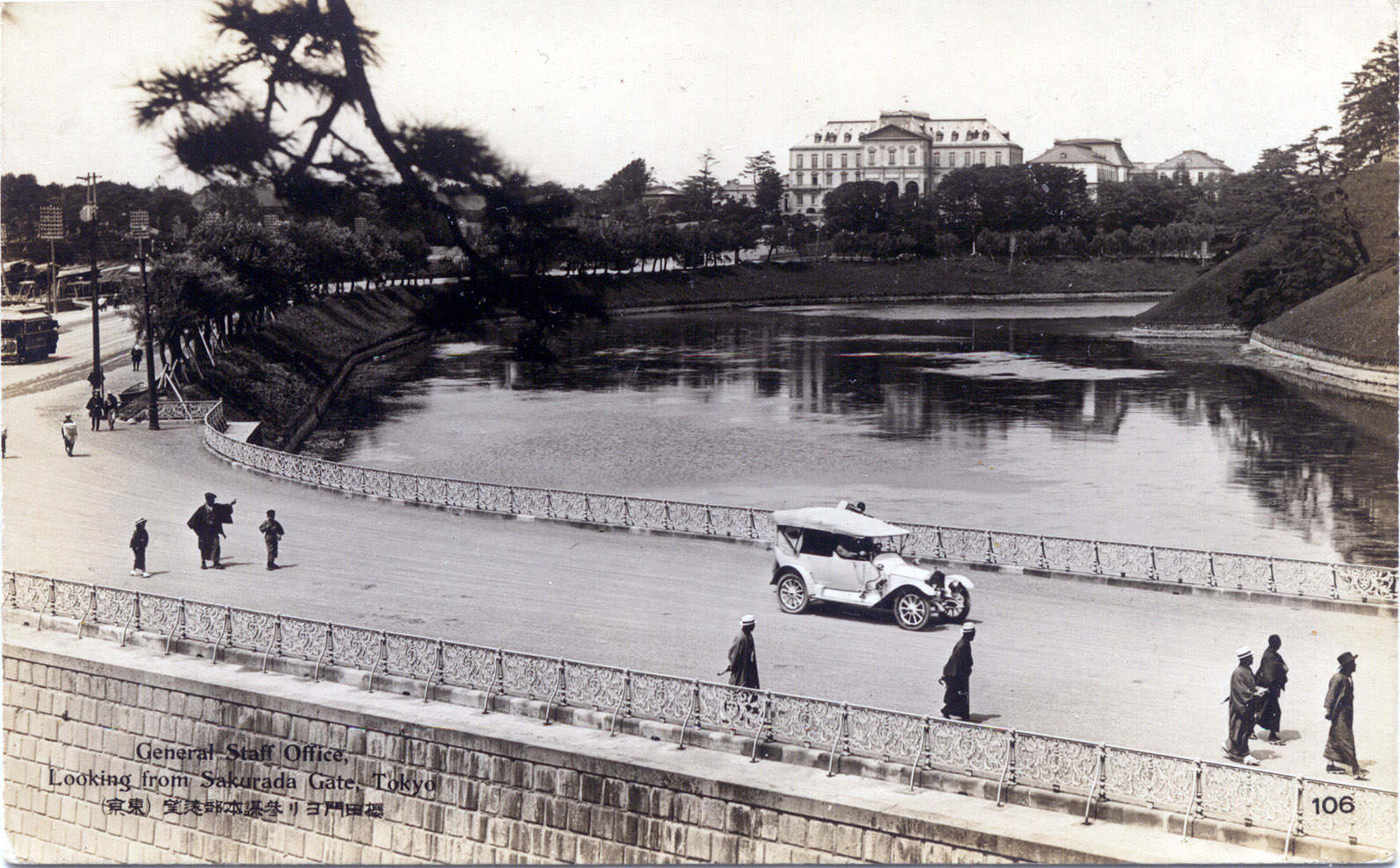
1900년대 사쿠라다문에서 바라보는 육지측량부 청사

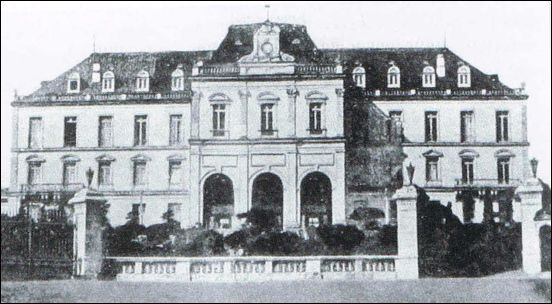
육지측량부 정면 사진

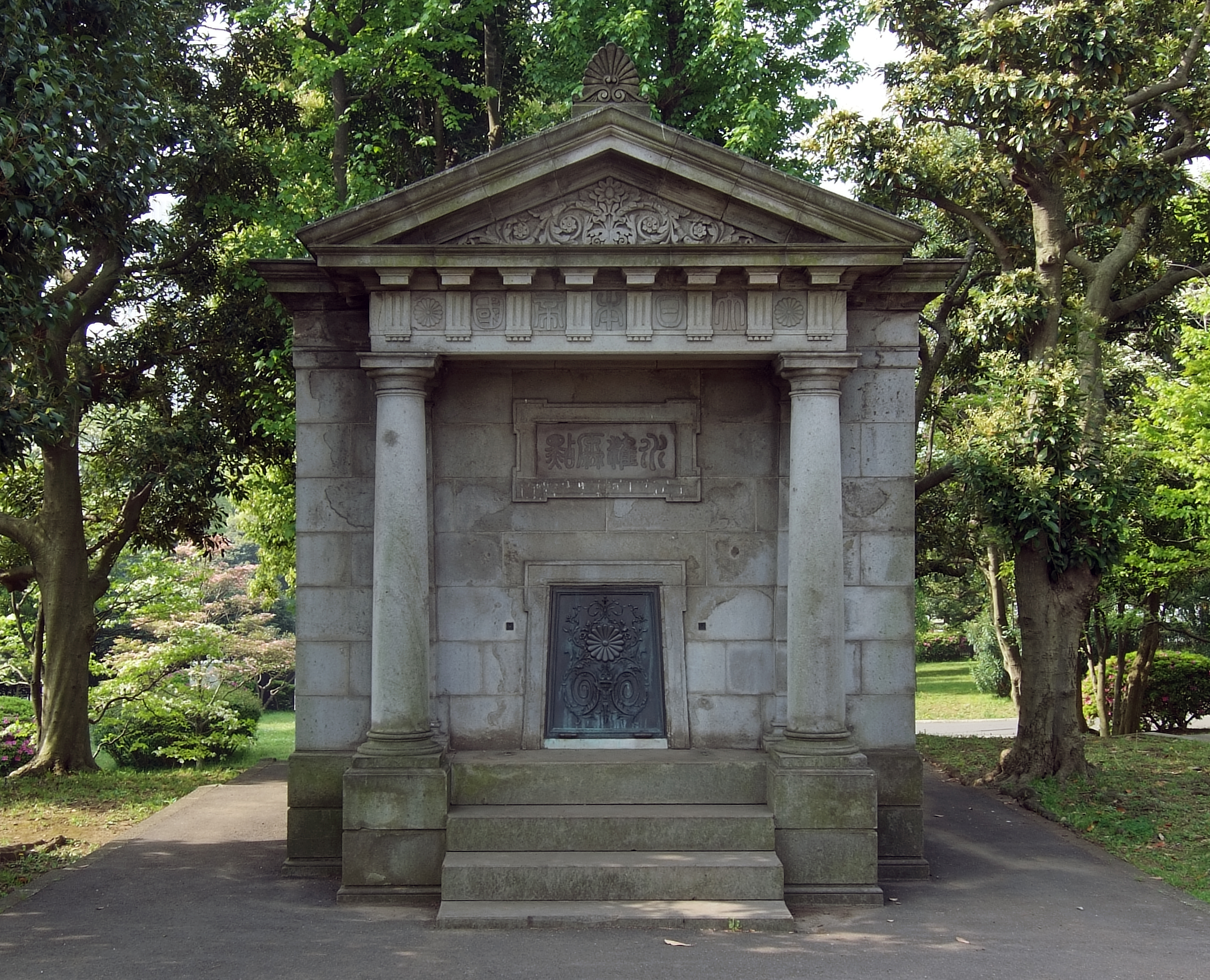
일본 수준 원점

일본에서 측량의 기초를 세우며 공공기관이 실시하는 측량을 지도하거나 조언하는 역할을 한다. 또한 지리공간정보의 국제표준을 마련하고 유엔 지명 표준화 회의와 같은 국제합의 및 우주측량이나 중력측정 등 국제적 사업에 참가하며 측량사·측량사보 시험을 주관하고 측량사 등록행정을 담당한다.
지형도를 발행하는 곳으로 잘 알려져있으며, 이를 바탕으로 측정·공표하는 전국 도도부현 시구정촌별 면적조는 지방교부세법에 규정되어 지방행정에 필요한 경비의 측정단위에 관한 수치를 제공한다. 그 외에도 지진·화산 분화 등의 재해나 무력 공격에 의한 긴급 사태에 있어서 지형도나 항공사진 등 지리공간정보의 제공이나 범지구 위성 항법 시스템 측정 등을 통한 재해관측도 행한다.

## 연혁
1869년 6월 민부관 서무사 호적지도계로 설립된 것이 국토지리원의 기원이다. 다만, 근대 일본정부가 수행하는 측량은 1868년 12월에 설립된 사타(沙汰)로까지 거슬러 올라간다. 호적지도계는 1870년 민부성 지리사로 확장되었으며, 다음 해에 민부성이 폐지되자 대장성 조세료 관할로 바뀌었다가 1873년에는 내무성 지리료 소관이 되었다. 이후 공부성 측량사와 정원 내사지지계의 소관 사무를 이관받아 1877년에는 내무성 지리국으로 승격되었다. 한편, 1871년 7월 병부성에 육군참모국과 간첩대가 설치되었는데 1878년 12월에는 참모본부 지도과와 측량과로 개편되었다.
이후 1884년 6월 26일 삼각측량법은 참모본부 관할로 이관되고 내무성 지리국은 지지 편찬을 주 업무로 수행하도록 조정되었다. 같은 해 9월에는 참모본부 지도과와 측량과가 측량국으로 통합되었다가 다시 1888년 5월 본부장 직속 독립관청인 육지측량부가 되었는데 이때부터 전국 규모의 측량을 통할하는 기구로써 활동하게 되었다.
전후에는 군 조직이 해체됨에 따라 육지측량부도 폐지되었는데 1945년 9월 1일 문민기관으로써 지리조사소가 발족했다. 1948년 1월 1일에는 건설원 소속으로 바뀌었으며 같은 해 7월 10일에는 건설성 소속이 되었다. 이후 1960년 7월 1일 현재의 국토지리원으로 개칭하였다. 1984년 7월 1일에는 국가행정조직법의 개정에 의해 건설성의 특별기관으로 규정되었으며 2001년부터는 국토교통성 소관이 되었다.